# Manuel Bascuñán Salas
Manuel Ramón Bascuñán Salas; político chileno. Nació en Concepción, en marzo de 1800. Falleció en Santiago, el 29 de diciembre de 1866. Hijo de don Manuel Bascuñán Aldunate y doña Manuela Salas Palazuelos. Nieto por parte materna de Manuel de Salas. Contrajo matrimonio en 1829 con Lucrecia Valledor Pinto, con quien tuvo siete hijos.
Se dedicó a la agricultura y ganadería en la hacienda de su padre. Posteriormente viajó a Santiago donde se graduó de abogado en julio de 1833, en el Instituto Nacional.
Ingresó en la capital al Partido Liberal, del cual llegó a ser un importante líder. Elegido Diputado por Talca en 1846, y por Talcahuano en 1849 y 1852. Durante su estancia en el Parlamento integró las Comisiones permanentes de Gobierno y la de Elecciones y Calificadora de Peticiones. 